# Jurij Druczyk
Jurij Mykołajowycz Druczyk, ukr. Юрій Миколайович Дручик (ur. 2 lutego 1987 w Kowlu) – ukraiński piłkarz, grający na pozycji obrońcy.

## Kariera piłkarska

### Kariera klubowa
Wychowanek klubów Wołyń Łuck i FK Kowel, barwy których bronił w juniorskich mistrzostwach Ukrainy (DJuFL). W 2005 rozpoczął karierę piłkarską w drużynie rezerw Wołyni Łuck. 16 czerwca 2006 debiutował w Wyższej Lidze. Latem 2009 został wypożyczony do Nywy Tarnopol. W styczniu 2010 powrócił do Wołyni, ale wkrótce ponownie wypożyczony, tym razem do białoruskiej Biełszyny Bobrujsk. Latem 2010 powrócił do Wołyni a potem podpisał kontrakt z Biełszyną.